# El Llano, Tula de Allende
El Llano är en ort i Mexiko.   Den ligger i kommunen Tula de Allende och delstaten Hidalgo, i den sydöstra delen av landet, 70 km norr om huvudstaden Mexico City. El Llano ligger 2 086 meter över havet och antalet invånare är 11 794.
Terrängen runt El Llano är platt åt nordost, men åt sydväst är den kuperad. Terrängen runt El Llano sluttar norrut. Runt El Llano är det ganska tätbefolkat, med 185 invånare per kvadratkilometer. Närmaste större samhälle är Tepeji de Ocampo, 17,8 km söder om El Llano. Omgivningarna runt El Llano är en mosaik av jordbruksmark och naturlig växtlighet.